# Osiedle Piastów (Kędzierzyn-Koźle)
Osiedle Piastów – osiedle mieszkaniowe w Kędzierzynie, od 1975 część miasta Kędzierzyna-Koźla.
Wchodzi w skład osiedla administracyjnego Osiedle Piastów-Powstańców Śląskich.

## Gospodarka
Na osiedlu Piastów znajdują się sklepy sieci: Lidl, Biedronka, Piotr i Paweł, EKO i Żabka.

## Komunikacja

### Układ drogowy
Przez osiedle Piastów przebiega droga krajowa nr40.

### Komunikacja miejska
Miejski Zakład Komunikacyjny w Kędzierzynie-Koźlu posiada w dzielnicy Piastów 5 przystanków autobusowych: os. Piastów I, os. Piastów II, os. Piastów III, Al. Jana Pawła II I i Al. Jana Pawła II II.

## Środowisko
W pobliżu osiedla znajduje się użytek ekologiczny Kaczy Dół.

## Kultura
- Filia nr 11 (ul. Kazimierza Wielkiego 17) Miejskiej Biblioteki Publicznej w Kędzierzynie-Koźlu.
- Spółdzielczy Dom Kultury „Komes” (ul. Kazimierza Wielkiego 7). Siedziba Zespołu Pieśni i Tańca „Komes” oraz Małego Zespołu „Komes”. Oferuje zajęcia rytmiki dziecięcej i dostęp do siłowni. Przy domu kultury znajduje się amfiteatr, w którym odbywają się imprezy plenerowe.

## Edukacja
- Publiczna Szkoła Podstawowa nr 19 im. Bronisława Malinowskiego, ul. Mieszka I nr 4.
- Publiczne Sportowe Gimnazjum nr 5 im. Polskich Olimpijczyków, ul. Mieszka I nr 4
- Zespół szkół licealnych dla młodzieży i dorosłych – WZDZ w Opolu, siedziba w Kędzierzynie-Koźlu, ul. Kazimierza Wielkiego nr 17

## Kościoły i związki wyznaniowe

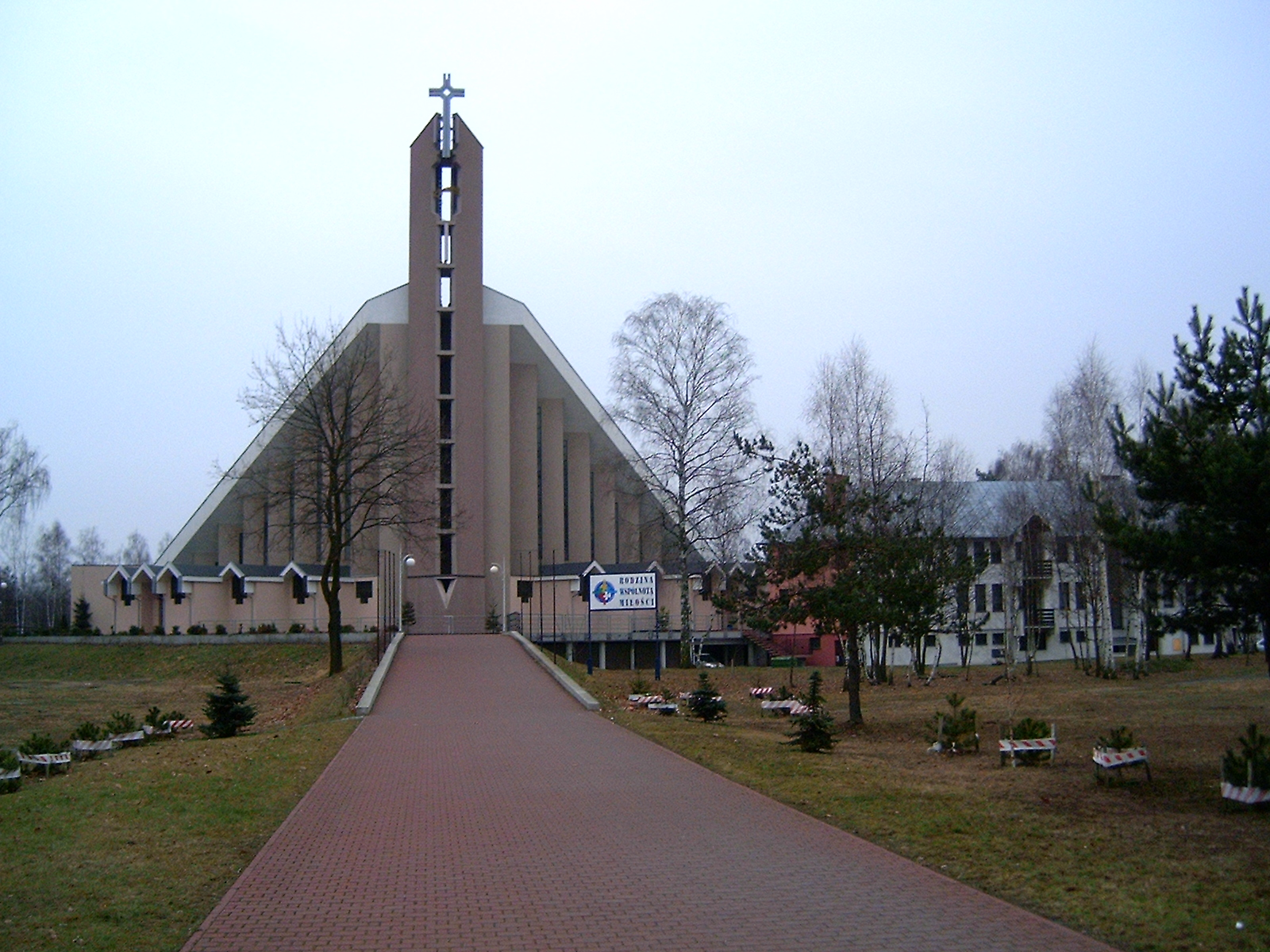
Kościół pw. Ducha Św. i NMP Matki Kościoła

- Rzymskokatolicka Parafia Ducha Św. i NMP Matki Kościoła, ul. B. Krzywoustego 2